# Osman Coşkun
Osman Coşkun (* 11. Januar 1972 in Rize) ist ein ehemaliger türkischer Fußballspieler. Aufgrund seiner Tätigkeit bei Gençlerbirligi Ankara und Galatasaray Istanbul wird er mit diesen Vereinen assoziiert. Seine angestammte Position war Linksaußen. Weil er aufgrund seiner Schnelligkeit die linke Spiellinie während der Spiele auf- und ablief erhielt er den Spitznamen Turbo Osman.

## Spielerkarriere

### Verein
Coşkun begann seine Profifußballspielerkarriere 1990 beim ostthrakischen Verein Çorluspor. Hier gelang ihm auf Anhieb der Sprung in die Stammformation. Nach zwei Jahren für diesen Verein verpflichtete ihn der Hauptstadtverein und Erstligist Gençlerbirliği Ankara. Während er hier in der ersten Saison lediglich vier Ligaspiele absolvierte, eroberte er in der zweiten Spielzeit einen Stammplatz und behielt diesen die nächsten vier Saisons. In der Saison 1996/97 wurde er einer der Hauptakteure von einem der legendärsten Spiele der türkischen Fußballgeschichte. In der Pokalbegegnung zwischen Gençlerbirliği Ankara und Galatasaray Istanbul endete die reguläre Spielzeit 1:1. Nachdem das Resultat auch in der Verlängerung sich nicht änderte, wurde die Begegnung per Elfmeterschießen entschieden. Dieses Elfmeterschießen entwickelte sich zu einem der längsten der Fußballgeschichte. Hier gelang es lange Zeit allen Elfmeterschützen zu treffen und den Torhütern von Gençlerbirliği Kubilay Aydın und Hayrettin Demirbaş von Galatasaray keinen Elfmeter zu halten. So entwickelte sich das Elfmeterschießen bis zu einem 16:16. Anschließend trat İlyas Kahraman zum 17. Elfmeter für sein Team an und verschoss. Nachdem anschließend Coşkun für Gençlerbirliği verwandelte, schied Galatasaray aus.
Zum Sommer 1997 wechselte er zum türkischen Traditionsverein Galatasaray. Hier kam er in der ersten Saison auf 14 Ligaeinsätzen. Zum Saisonende wurde Coşkun mit seinem Team Türkischer Meister, Pokalfinalist, TSYD-Pokal- und Türkischer Supercup-Sieger. Bereits in der ersten Spielzeit hatte er mit seinen Teamkameraden Ergün Penbe und Hakan Ünsal einen großen Konkurrenzkampf für die Positionen im linken Mittelfeld. Nachdem Penbe und Ünsal im Laufe der Saison sich auf diesen Position behaupteten, fristete Coşkun ein Reservistendasein. So wurde er für die Spielzeit 1998/99 an den Ligakonkurrenten Bursaspor ausgeliehen. Hier spielte er bis zum April 1999 und kehrte, nachdem ein Vertrag mit Bursaspor vorzeitig aufgelöst wurde, zu Galatasaray zurück. Die Hinrunde der nächsten Spielzeit verbrachte er zwar bei Galatasaray, jedoch wurde er für die Rückrunde an MKE Ankaragücü ausgeliehen. So verpasste er UEFA-Pokal-Sieg seiner Mannschaft.
Für die Spielzeit 2000/01 wurde er mit seinen Teamkollegen Volkan Kilimci und Mehmet Gönülaçar zum belgischen Verein KSK Beveren. Nachdem aber die Spieler mehrere Monate ihre Gehälter nicht bekamen, kehrte Coşkun in seine Heimat zurück und beendete anschließend seine Karriere.

### Nationalmannschaft
Coşkun wurde zu seiner Zeit bei  Gençlerbirliği einmal für die Türkische U-21-Nationalmannschaft nominiert. Bei der Begegnung gegen die Polnische U-21-Nationalmannschaft absolvierte er sein erstes und einziges U-21-Länderspiel.

## Erfolge
- Mit Galatasaray Istanbul
  - Türkischer Meister (2): 1997/98,  1998/99
  - Türkischer Pokalsieger: 1998/99
  - Türkischer Pokalfinalist: 1997/98
  - TSYD-Pokal (2): 1997/98, 1998/99